# Summerlin Parkway
Summerlin Parkway es una autovía en la parte occidental de la Ciudad de Las Vegas, que conecta a la I-11/Ruta 95 con el Anillo Periférico de Las Vegas.  Summerlin Parkway sirve a la comunidad planeada de Summerlin.

## Descripción de la ruta
Summerlin Parkway empieza en su cruce con el anillo periférico de Las Vegas (actualmente en una intersección a nivel).  La carretera rápido dividió la carretera con dos carriles en cada dirección al dirigirse al este desde esa intersección. En Anasazi Drive, Summerlin Parkway se convierte en una autovía completa y mantiene el estatus hasta dirigirse al este sobre Summerlin y Las Vegas.  La autovía termina en la autopista de intercambio Rainbow Boulevard (SR 595) y la I-11/Ruta 95, localmente conocida como la autopista de intercambio "Rainbow Curve".

## Lista de salidas
Summerlin Parkway colinda completamente con la ciudad de Las Vegas en el condado de Clark. Las salidas en Summerlin Parkway no están numeradas.
| Milla | Destino                      | Notas                                               |
| ----- | ---------------------------- | --------------------------------------------------- |
|       | CC 215                       | Intersección a desnivel                             |
|       | Anasazi Drive                |                                                     |
|       | Town Center Drive            |                                                     |
|       | Rampart Boulevard            |                                                     |
|       | Durango Drive                | Salida con sentido oeste y entrada con sentido este |
|       | Buffalo Drive                |                                                     |
|       | Rainbow Boulevard (SR 595)   | Sólo salida con rumbo este                          |
|       | I 11 US 95 – Las Vegas, Reno | Salida con sentido este y entrada con sentido oeste |